# Didymodon camusii
Didymodon camusii är en bladmossart som beskrevs av Husnot 1885. Didymodon camusii ingår i släktet lansmossor, och familjen Pottiaceae. Inga underarter finns listade i Catalogue of Life.